# Hans Wilhelm Stein
Hans Wilhelm Stein (* 15. Oktober 1875 in Magdeburg; † 29. Oktober 1944 auf Burg Saaleck) war ein deutscher Schriftsteller. Ab 1912 war er Pächter der Burg Saaleck. Er engagierte sich aktiv in völkischen Netzwerken und gewährte im Juli 1922 den Rathenau-Mördern Hermann Fischer und Erwin Kern Unterschlupf.

## Leben

### Vor dem Ersten Weltkrieg
Stein nahm 1895 ein Studium der Rechtswissenschaften in Berlin und Jena auf. 1898 brach er sein Studium zunächst ab, um als Volontär in ein kaufmännisches Unternehmen in Hamburg zu wechseln. 1902 übernahm er die Leitung einer Faktorei in Liberia und ein Jahr später die Leitung einer deutschen Spedition in Rotterdam. Um 1905 nahm er sein Studium wieder auf und promovierte 1907 an der Universität Jena.
Wegen Unterschlagung und Urkundenfälschung verlor Stein seine Stellung als Syndikus im Verband der Deutschen Steindruckereibesitzer und wurde am 12. Juni 1914 zu einem Jahr Gefängnis verurteilt. Ein Teil seiner Strafe wurde ihm erlassen, weil er sich freiwillig zum Kriegsdienst im Ersten Weltkrieg meldete. Er wurde mit dem Eisernen Kreuz zweiter Klasse ausgezeichnet und nach einer Verwundung 1917 entlassen. Er kehrte auf die Burg Saaleck zurück, die er bereits 1912 vom Freiherrn von Feilitzsch (Rittergut Stendorf bei Saaleck) auf Lebenszeit gepachtet hatte. Kurzzeitig arbeitete er 1918 als Geschäftsführer der Vereinigung der Angestellten des Mitteldeutschen Bergbaus.

### Aktiv in völkischen Netzwerken

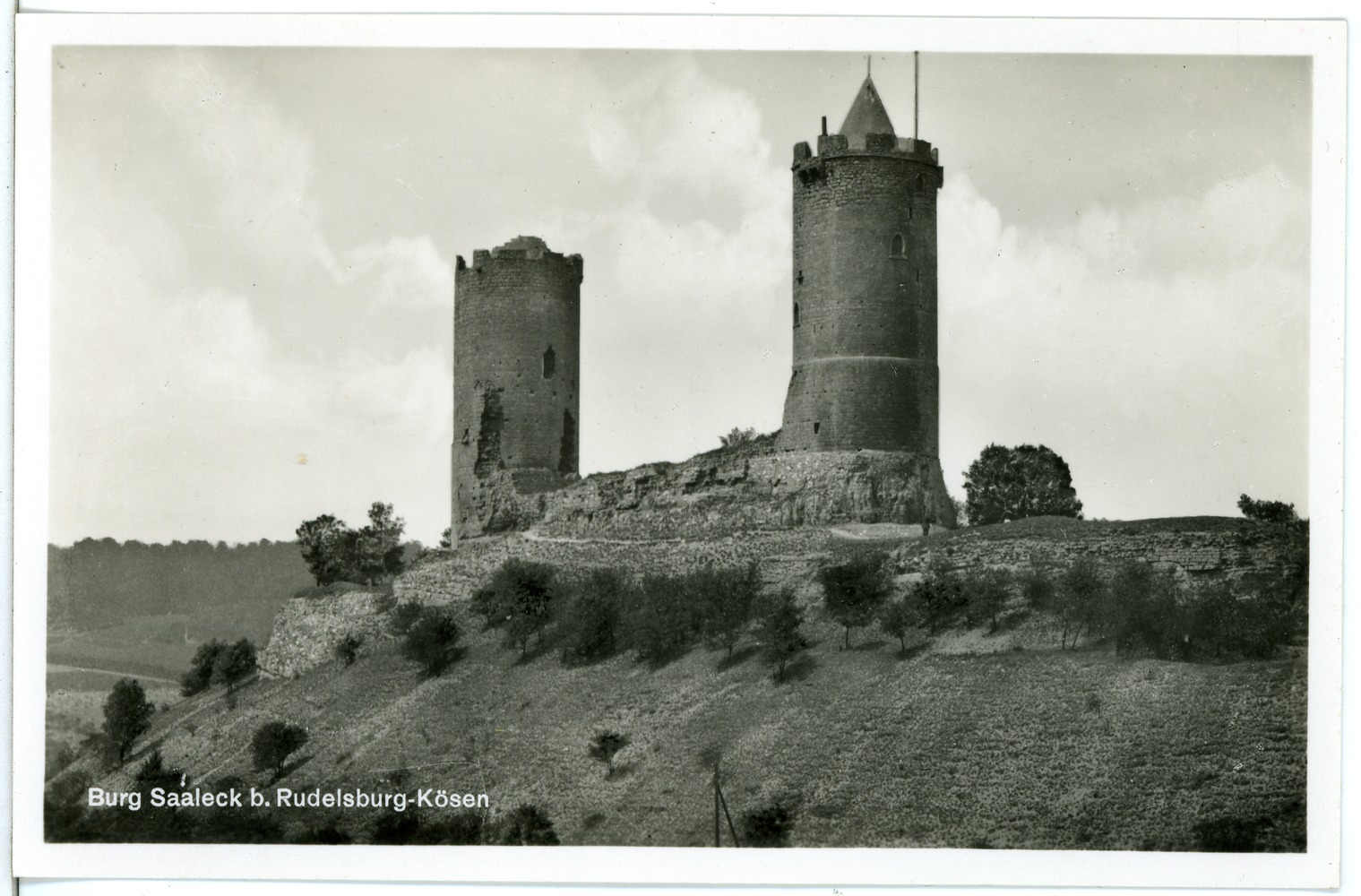
Burg Saaleck bei Rudelsburg, Postkarte von 1931

Stein engagierte sich in der Heimatbewegung und übernahm 1921 den Vorsitz der Neuen Ritterschaft auf Burg Saaleck. Als sich auf der Veste Wachsenburg bei Arnstadt am 11. Juni 1921 der Bund der Thüringer Berg-, Burg- und Waldgemeinden gründete, amtierte Stein als „Erster Fürsteher“. In diesem Sinne investierte er nach eigener Aussage in den folgenden Jahren in den Wiederaufbau der Burg. Stein engagierte dazu den Architekten August Pfisterer (1880–1962), der seit 1905 als Chefarchitekt der Saalecker Architektur- und  Kunstwerkstätten des völkisch-nationalen Architekten Paul Schultze-Naumburg tätig war, und ließ das Innere des Ostturms im Stil einer mittelalterlichen Dichterklause gestalten. Er selbst wohnte dort in vier Zimmern; den Westturm richtete er bis 1930 so weit her, dass er durch eine Rundtreppe bestiegen werden konnte.
Stein bewegte sich innerhalb reaktionärer und völkischer Netzwerke. Nach eigenen Angaben trat er 1919 der DNVP bei und war Mitglied des Deutsch-Völkischen Schutz- und Trutzbundes. Während des Kapp-Putsches im März 1920 half er dem Hallenser Freikorps-Führer Max Jüttner, indem er illegale Waffenbestände auf Burg Saaleck versteckte. Stein unterstützte auch die rechtsextreme Terrororganisation Organisation Consul (O. C.). Als eine Gruppe der O. C., darunter Erwin Kern und Hermann Fischer, im Januar 1922 den wegen Kriegsverbrechen verurteilten Ludwig Dithmar aus dem Gefängnis Naumburg befreiten, beherbergte Stein den verletzten Dithmar für 17 Tage auf Saaleck und sorgte für medizinische Behandlung.
Nachdem sie am 24. Juni 1922 in Berlin Reichsaußenminister Walther Rathenau ermordet hatten, versuchten die Haupttäter Kern und Fischer, zunehmend auf sich gestellt, nach München zum Hauptquartier der O. C. zu gelangen. Am Vormittag des 13. Juli 1922 kamen sie auf der Burg Saaleck des ihnen als zuverlässig bekannten Stein an. Stein machte sich auf Geheiß der beiden am darauffolgenden Tag auf den Weg nach München, wo ihn der Chef der O. C., Hermann Ehrhardt, mit Geld, falschen Pässen und Pistolen für Fischer und Kern versah. Geplant war, dass die Flüchtigen sich nach Steins Rückkehr sofort neu einkleiden und noch in der Nacht vom 17. auf den 18. Juli mit Stein nach Camburg marschieren sollten. Von dort sollte es im Personenzug nach Saalfeld weitergehen, wo ein Wagen Ehrhardts auf die drei warten würde.
In der Zwischenzeit war zwei Gästen auf der gegenüberliegenden Rudelsburg aufgefallen, dass es auf der Burg Saaleck Licht und Bewegung gab, obwohl Burgherr Stein mitgeteilt hatte, er würde sich auf Reisen begeben. Sie informierten die Polizei, die am 17. Juli die Attentäter auf Saaleck stellte. Es kam zu einem Schusswechsel, bei dem Kern getötet wurde. Fischer tötete sich anschließend selbst. Stein kam zwar noch am selben Abend wieder in Saaleck an, wurde aber von der Polizei weder durchsucht noch verhaftet. Man ließ ihn ins Dorf, wo er bei Pfisterer übernachtete und sich aller belastenden Beweise entledigen konnte. Am nächsten Morgen wurde er wegen mutmaßlicher Begünstigung verhaftet und in Untersuchungshaft genommen.
Stein wurde wegen Begünstigung vor dem Staatsgerichtshof zum Schutze der Republik in Leipzig angeklagt. Dabei meinte das Gericht nicht klären zu können, ob es einen Zusammenhang zwischen der Ankunft der beiden Flüchtigen und Steins Reise nach München gebe. Stein behauptete, trotz ungünstigen Wetters und drückender Geldsorgen mit seiner Frau kurzfristig zu einer verspäteten Hochzeitsreise nach Berlin aufgebrochen zu sein und sich unterwegs für eine Reise nach München entschieden zu haben. Bei ihrer Rückkehr waren die Eheleute Stein am Abend des 17. Juli bis nach Naumburg gefahren, angeblich, um dort einzukaufen, und abends um elf Uhr zu Fuß auf Saaleck angekommen. Auch die Frage, wie Kern und Fischer in den verschlossenen Wohnturm der Burg gelangt sein könnten, blieb offen. Der Historiker Martin Sabrow meint, Steins Erläuterungen seien „derart ungereimt“ gewesen, „daß schlechterdings unbegreiflich bleibt, wie das Gericht ihnen Glauben schenken konnte.“ Nach dem Ende der Weimarer Republik bekannte sich Stein freimütig zur geleisteten Fluchthilfe. Vom Staatsgerichtshof aber wurde er allen Unstimmigkeiten zum Trotz am 24. Oktober 1922 aus Mangel an Beweisen freigesprochen und aus der Untersuchungshaft entlassen.
Seinen Posten im Bund der Thüringer Berg-, Burg- und Waldgemeinden musste Stein nach den Ereignissen niederlegen. Er blieb aber in der Heimatbewegung aktiv. Im April 1925 trat er der Romantischen Gemeinde unter dem Vorsitz des Verlegers, Schriftstellers und Herausgebers der Zeitschrift Die blaue Blume Fritz Werneck-Brüggemann bei. Wirtschaftlich belasteten ihn Gerichts- und Anwaltskosten. Eine Klage gegen die Stadt Halle auf Wiedergutmachung für die beim Schusswechsel am 17. Juli 1922 angerichteten Schäden in seiner Wohnung und an der Burg scheiterte. Am 6. Juni 1931 leistete er einen Offenbarungseid.
Eigentlich sah sich Stein als Schriftsteller. Aber seine völkisch-nationalistisch inspirierten Werke wie Die Geister der Burg Saaleck (1927), Ahasver (1921), Aus dem Burggemach (1924), Tiberius, Markgraf Ekkehardt (1929), Cäsarenwahn (1930) oder Die Apotheke zum Tor des Lebens (1935) verkauften sich schlecht. Seinen Lebensunterhalt bestritt das Ehepaar Stein mit Einnahmen aus Burgführungen und dem Verkauf von Ansichtskarten.
Am 1. August 1929 trat Stein der NSDAP bei (Mitgliedsnummer 149.395). Politisch tätig wurde er jedoch nicht.

### Während des Nationalsozialismus
Nach der nationalsozialistischen Machtergreifung wurden die Rathenau-Mörder mit einer Gedenktafel an Burg Saaleck geehrt, die am 17. Juli 1933 enthüllt wurde. Der Provinzialkonservator Hermann Giesau (1883–1949) übertrug Stein am 1. Juni 1934 das Amt des Denkmal- und Landschaftschutzwartes für die Umgebung von Saaleck. Am 3. Juni 1934 fand am Ostturm der Burg Saaleck die Einweihung einer Gedenktafel für die gefallenen Baltikumkämpfer statt. Dem Reichsverband der Baltikumkämpfer hatte sich Stein 1931 angeschlossen. Sein Hörspiel An der Saale hellem Strande wurde am 10. Juni 1934 vom Leipziger Reichssender gesendet. Ein weiteres Treffen der Baltikumkämpfer, das Stein für den 6. und 7. Juli 1935 in Bad Kösen organisiert hatte, wurde von Reichsinnenminister Wilhelm Frick verboten. Die Verbände der Freikorpskämpfer wurden zum 23. Juli 1935 allgemein verboten. Zu diesem Zeitpunkt hatte sich Stein bereits in eine Affäre verstrickt.
Während eines geselligen Beisammenseins im Anschluss an eine HJ-Führertagung im Kurhotel Bad Kösen am 12. April 1933 hatte Reichsjugendführer Baldur von Schirach auf ein Adolf-Hitler-Bild geschossen. Er verteidigte sich damit, er sei empört gewesen, „daß man es wagte ein so schlechtes Bild vom Führer aufzuhängen.“ Als Stein 1934 davon erfuhr, vermutete er im Nachgang des „Röhm-Putsches“ eine zweite Verschwörung und erstattete bei der Ortspolizei Strafanzeige gegen von Schirach. Da seiner Anzeige nicht nachgegangen wurde, äußerte er verschiedentlich seinen Unmut, unter anderem am 5. Mai 1935 gegenüber Arthur Göpfert, dem kommissarischen Leiter des Sächsischen Ministeriums für Volksbildung, als dieser Burg Saaleck besichtigte. Anderen Besuchern erzählte Stein, ein sächsischer Minister habe ihm gegenüber geäußert, Hitler sei homosexuell und Schirach „die Hure des Führers“, weshalb nichts wegen seiner Anzeige unternommen werde. Als einer dieser Besucher diese Geschichte weitererzählte, wurde gegen ihn ein Strafverfahren eingeleitet, in dem Stein als Zeuge aussagen musste. Anfang 1936 wurde Stein in diesem Zusammenhang wegen parteischädigenden Verhaltens aus der NSDAP ausgeschlossen.
Am 6. Oktober 1936 wurde in der Angelegenheit als Verstoß gegen das Heimtückegesetz vor dem Sondergericht Halle verhandelt. Stein sagte als Zeuge unter Eid aus, er habe mit niemandem über eine homosexuelle Beziehung zwischen Hitler und von Schirach gesprochen. Bereits seit 1935 ermittelte die Gestapo gegen ihn. Ab Januar 1938 wurde ihm die Zahlung eines „Ehrensoldes für völkische Vorkämpfer“ in Höhe von 300,00 RM, den er seit dem Vorjahr erhalten hatte, wegen „Unwürdigkeit“ verweigert. Am 1. Juni 1939 ließ ihn die Staatsanwaltschaft beim Sondergericht Halle verhaften. Am 22. April 1940 wurde er wegen Vergehens gegen das Heimtückegesetz und Meineids, geleistet als Zeuge im Verfahren von 1936, zu einer Strafe von drei Jahren Gefängnis verurteilt. Im Juni 1940 erkannte ihm in der Folge die Friedrich-Schiller-Universität Jena den Doktorgrad ab. Außerdem wurde Stein aus der Reichsschrifttumskammer ausgeschlossen. Er verbüßte seine Strafe im Gefängnis Ichtershausen.
Steins dritte Ehefrau Anita führte die Burg Saaleck als Pächterin nach Kriegsende weiter. Die Gemeinde Saaleck kündigte 1950 den Pachtvertrag. Nach einem Rechtsstreit verließ Anita Stein 1952 Burg Saaleck.

## Werke
- Ahasver. Eine Tragödie. Mitteldeutscher Verl., Halle 1921.
- Berg, Burg und Wald. Eine Monatsschrift f. Thüringe. Hrsg.: Hans Wilhelm Stein. Zs. d. Bundes d. Thüringer Berg-, Burg- u. Waldgemeinden., Lpz. 1921.
- Aus dem Burggemach. Ausgew. Dichtungen von H[ans] W[ilhelm] Stein-Saaleck. Volger, Leipzig 1927.
- Die Geister der Burg Saaleck. Eine epische Dichtung in 5 Gesängen. Volger, Leipzig 1927.
- Ritterburgen und Schlösser über der Weser. Graeger, Halle/Saale 1929.
- Caesarenwahn. Ein dramat. Gedicht. Von Hans-Wilhelm Stein-Saaleck. Volger, Leipzig 1930.
- Darf der Herr Baron die Schafe hüten? Stein, H[ans] W[ilhelm] ; Eine Komödie in 4 Akten. Von H. Stein-Saaleck. Volkschaft-Verl. f. Buch Bühne u. Film, Berlin 1935.
- Die Apotheke zum Tor des Lebens. Roman. Berliner Druckerei u. Verlags-Ges, Berlin 1935.
- Burg Saaleck in Geschichte, Sage und Dichtung. 1. Auflage. Edda-Verl., Rudolstadt (Thür.) 1935.
- Burg Saaleck. Die Türme des Schweigens. Eckartshaus, Eckartsberga 1938.
- und Else Schwöbel: Aus dem Burggemach. Hans Wilhelm Stein-Saaleck ; Balladen u. Gedichte. Mit e. Bildn. d. Verf. u. Zeichn. von Else Schwöbel [u.a.]. Verl. d. Eckartshauses, Eckartsberga i. Thür. 1939.
- Ritterburgen und Schloesser ueber der Mosel. Eine Wanderfahrt von Koblenz bis Trier., Saaleck 1944.
- Die Apotheke zum Tor des Lebens. Uta-Verl., Naumburg/Saale Markt 14 1945.
- Markgraf Ekkehard. Geschichtliche Dichtung in rhythmischer Prosa. Uta-Verl., Naumburg (Saale) 1945.